# Illes Xantar

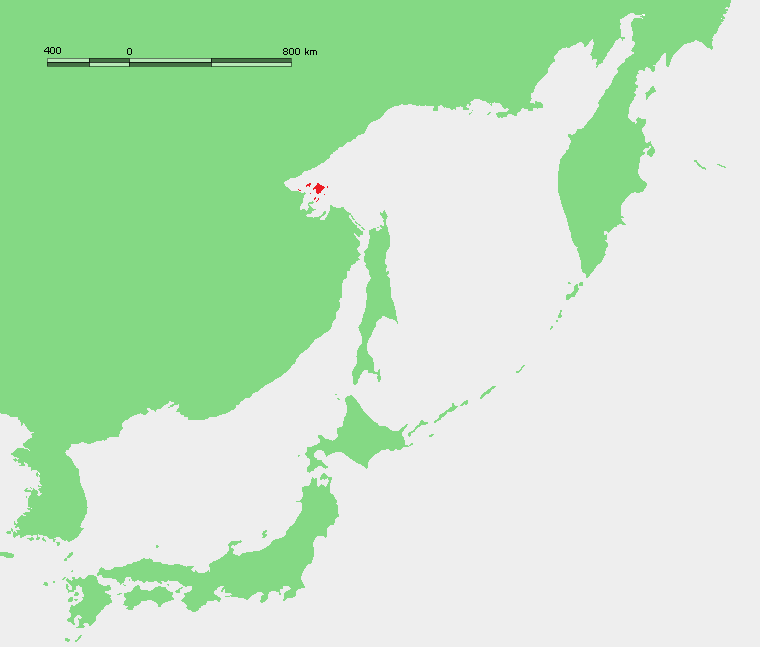
Situació de les Xantar al Mar d'Okhotsk

Les Illes Xantar (rus: Шантарские острова, Xantàrskie ostrovà) són un grup de 15 illes situades davant el litoral occidental de la mar d'Okhotsk a la Badia Uda. El punt més alt d'aquestes illes fa 720 metres.
Formen part del krai de Khabarovsk, Rússia.

## Illes
- Illa Bolshoy Shantar, és la més gran amb 1.790 km².[3]
- Illa Feklistova, amb 372 km².
- Illa Malyy Shantar, amb 100 km².
- Medvezhiy, molt prop de la costa.
- Belichiy, amb 70 km².
- Altres illes inclouen Prokofieva, Sakharnaia Golova, Kussova, Ptitxi, Utitxi i Iujni.

## Història
Actualment, aquestes illes estan deshabitades, però se sap que les tribus guiliak del continent hi pescaven.
La primera exploració registrada d'aquestes illes va ser la de l'any 1640, per part de l'explorador rus Ivan Moskvitin. El primer mapa rus es va dibuixar el 1642. Van tornar a ser explorades pels russos entre 1711 i 1725.
A finals de l'any 2013 es va crear el parc natural de Xantar (Национальный парк «Шантарские острова») amb suport del WWF i diverses organitzacions internacionals més, per a protegir la vida silvestre de les illes.

## Ecologia

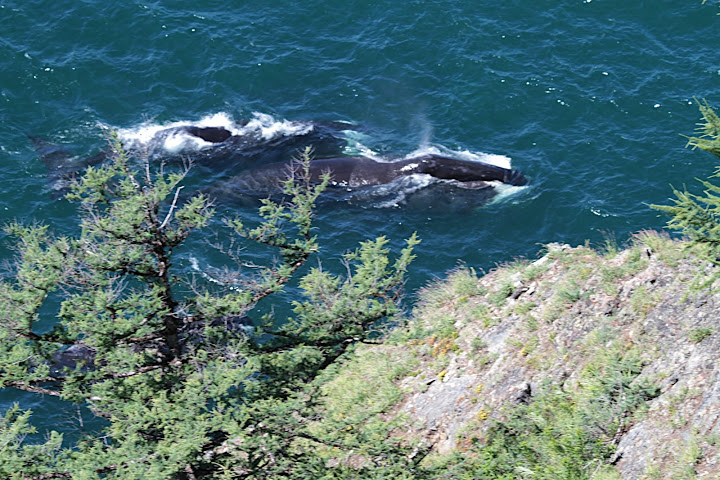
Balena prop de l'Estret de Lindgolm (пролив Линдгольма)

Hi ha boscos d'avets a les illes més grans. També hi ha a la seva taiga altres arbres com làrix i pins.
Hi ha diverses espècies d'ocells amenaçades de desaparició.
L'os de Kamchatka (Ursus arctos beringianus), les martes i els rens són comuns a aquestes illes.
Entre els peixos, hi habita l'esturió
Les aigües d'aquest golf estan glaçades uns 8 mesos l'any. Hi ha pinnípedes (foques) i balenes com la beluga, entre d'altres.